# Longzhouacris
Longzhouacris is een geslacht van rechtvleugeligen uit de familie veldsprinkhanen (Acrididae). De wetenschappelijke naam van dit geslacht is voor het eerst geldig gepubliceerd in 1983 door You & Bi.

## Soorten
Het geslacht Longzhouacris omvat de volgende soorten:
- Longzhouacris brevipennis Li, Lu & You, 1996
- Longzhouacris hainanensis Zheng & Liang, 1984
- Longzhouacris huanjiangensis Jiang & Zheng, 1994
- Longzhouacris jinxiuensis Li & Jin, 1984
- Longzhouacris longipennis Huang & Xia, 1985
- Longzhouacris miaoershanensis Fu, Zheng & Huang, 2002
- Longzhouacris mirabilis Liu & Li, 1995
- Longzhouacris nankunshanensis Liang, 1985
- Longzhouacris rufipennis You & Bi, 1983